# Musique dans les Églises réformées
 (octobre 2010).
Si vous disposez d'ouvrages ou d'articles de référence ou si vous connaissez des sites web de qualité traitant du thème abordé ici, merci de compléter l'article en donnant les références utiles à sa vérifiabilité et en les liant à la section « Notes et références ».

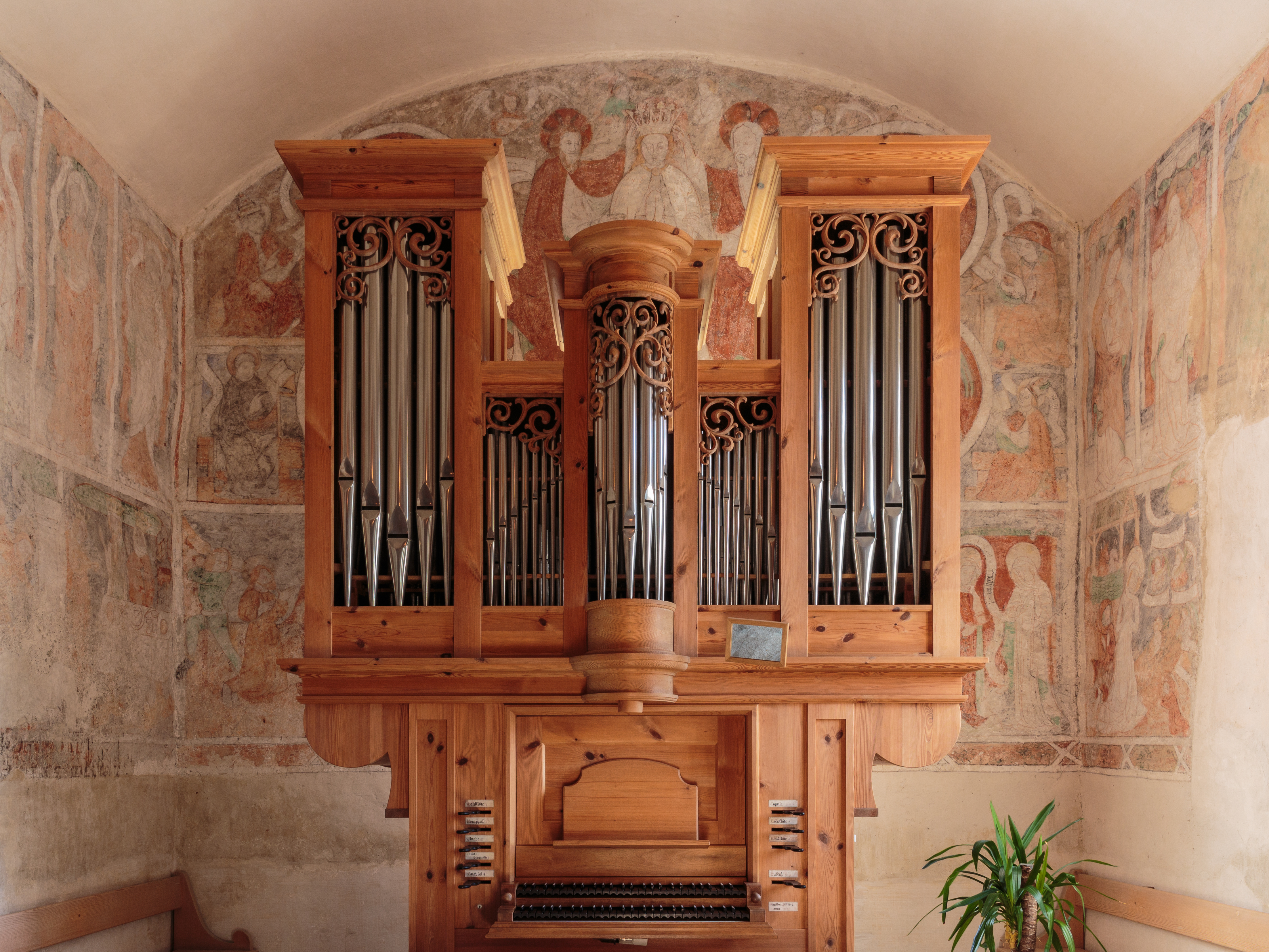
Orgue dans l'église réformée de Waltensburg/Vuorz, en Suisse. Également de belles fresques. Photo septembre 2018.

La musique dans les Églises réformées s'est longtemps réduite au seul chant des Psaumes a cappella. C'est sous l'influence du Réveil aux XVIIIe et XIXe siècles que de nouveaux hymnes spirituels, chorals luthériens comme hymnes de composition récente, ont été introduits, ainsi que les instruments de musique d'accompagnement (orgue ou harmonium). Les livres de chants (dit "cantiques") actuels intègrent ces deux composantes et y ajoutent des chants récents d'origines diverses, le plus souvent en provenance du gospel, ou parfois de chants modernes d'origine catholique.

## Un chant d’assemblée
Le chant du culte réformé est un chant des fidèles, monodique et a cappella : « la voix de l’homme est bien plus excellente que tous les instruments de musique qui sont des choses mortes » (Calvin).
Les fidèles ne délèguent ni à un instrumentiste, ni à un chantre (christianisme) le soin de louer ou de prier Dieu par la musique (même si un chantre est parfois mis à contribution pour aider les fidèles à bien entonner).
Toute l’assemblée chante et chante tout : c’est pour cela que le cantique protestant (psaume réformé ou choral luthérien) est sans refrain[réf. nécessaire]. À l'inverse, le cantique catholique est souvent à refrain, héritant de la tradition du plain-chant qui fait souvent alterner le chant de l'officiant et le chant de l'assemblée. C'est la forme en répons, dite aussi alternatim.

## Les psaumes
À la différence des luthériens (qui se sont dotés dès l'origine d'un répertoire de chorals et de cantiques très riche), les Réformés n’ont chanté durant trois siècles que les seuls psaumes, et quelques rares cantiques empruntés aux Écritures (Décalogue, Cantique de Moïse, Cantique de Siméon et Cantique de Marie). Le Psautier (contenant l’intégralité des 150 psaumes traduits par Clément Marot puis par Théodore de Bèze) a été très longtemps le seul recueil de chants utilisé dans les églises réformées. Il a fait l'objet de plusieurs versions et traductions, constituant le Psautier huguenot, dont la branche principale est le Psautier de Genève, mis au point en 1562.
Le chant, ce sont d’abord des paroles, intelligibles (dans la langue vernaculaire). La mélodie est au service de ces paroles : une mélodie facile à retenir et à chanter, sans mélisme, avec une syllabe par note, un ambitus ne dépassant pas l’octave.
Le psaume était chanté en entier (y compris le psaume 119, le plus long) et sans lenteur, à l’unisson. Le chantre avait pour fonction, non de chanter en alternance avec l’assemblée, mais d’entonner et de faire entendre la mélodie afin que toute l’assemblée puisse la mémoriser.
Les harmonisations à plusieurs voix (soit « note contre note » dite aussi homophonique, soit en contrepoint « fleuri », soit en forme de motet, dit aussi contrepoint développé) étaient réservées à la pratique domestique, pour s'esjouyr en Dieu ès maisons, comme disait Calvin. Plusieurs musiciens du XVIe siècle se sont illustrés dans ces harmonisations, tels Claude Goudimel, Richard Crassot, Philibert Jambe de fer, Claude Le Jeune, Jean Louys, etc.
D’où l’absence d’orgues dans les temples réformés français et suisses jusqu’au  milieu du XVIIIe siècle (Zwingli a qualifié cet instrument de « cornemuse du diable »). Le seul pays calviniste qui ait fait exception à cette austérité musicale fut les Pays-Bas, où des orgues étaient présents dans les églises réformées, et où de fameux organistes s'y sont illustrés, tel Jan Pieterszoon Sweelinck ; sans doute l'influence luthérienne se fit-elle sentir ici.

## Psaumes et cantiques, orgues et harmonium
Le romantisme a fait entrer la musique dans les temples, le « Réveil » y a introduit les cantiques : une hymnologie abondante et diverse est née au XIXe siècle, en général sur des mélodies entraînantes. Les églises de campagnes se sont dotées d’harmoniums pour remplacer les chantres, mais la difficulté pour jouer vivement a souvent provoqué l’affadissement du chant d’assemblée.

## Aujourd’hui
La musique figurée a été intégrée au culte (cf.culte protestant), sous forme de jeux d’orgue au début du culte, après la prédication, lors de la collecte, et à la sortie. Mais le chant d’assemblée a pris une part plus grande dans la liturgie, avec l'utilisation de répons appelés chants spontanés (les mêmes chaque dimanche du même temps liturgique), avec des cantiques issus de traditions protestantes différentes (chorals luthériens, chants du Réveil, chants d’églises évangéliques) ou contenus dans des recueils communs à plusieurs églises. Parmi ceux-ci, il faut noter ces recueils de cantiques élargissment des seuls psautiers : 
- Louanges et Prières édité en 1938, auquel a succédé
- Nos Cœurs Te Chantent en 1977, recueils communs à toutes les églises de la Fédération protestante de France.
- Arc en Ciel édité en 1995
- Alléluia édité en 2005

D'autres recueils existent, d’initiative locale, intégrant parfois des chants catholiques.
On conçoit la difficulté de composer aujourd’hui des œuvres originales et de bonne facture, facilement chantables par une assemblée dont les membres ont des goûts et des cultures musicaux différents.
Deux psautiers sont aujourd'hui disponibles en librairie :
- le Psautier Français publié par la Fédération musique et chant, et
- les Pseaumes de David, mis en rime françoise par Clément Marot et Théodore de Bèze révisés par Marc-François Gonin.

## voir
- Psautier